# Aleksiej Szkolnikow
Aleksiej Michajłowicz Szkolnikow (ros. Алексе́й Миха́йлович Шко́льников, ur. 2 stycznia?/15 stycznia 1914 w Jegoriewsku, zm. 7 lutego 2003 w Moskwie) – radziecki polityk, członek KC KPZR (1956-1989), Bohater Pracy Socjalistycznej (1984).

## Życiorys
W 1933 ukończył Podolskie Technikum Przemysłowe i został brygadzistą, potem majstrem i starszym majstrem, zastępcą szefa i szefem warsztatu, następnie głównym energetykiem fabryki w Permie. Do 1937 zaocznie ukończył 3 kursy Akademii Przemysłowej, od 1940 w WKP(b), w latach 1943-1945 zastępca sekretarza i kierownik wydziału Komitetu Obwodowego WKP(b) w Mołotowie (obecnie Perm), 1945-1947 kolejno pełnomocnik Komisji Kontroli Partyjnej przy KC WKP(b) w obwodzie włodzimierskim i obwodzie woroneskim. Od kwietnia 1947 do 1949 II sekretarz Komitetu Obwodowego WKP(b) w Kałudze, w latach 1949-1952 słuchacz Wyższej Szkoły Partyjnej przy KC WKP(b), następnie inspektor KC WKP(b) i kierownik Pododdziału KC WKP(b). Od sierpnia 1952 do października 1955 I sekretarz Komitetu Obwodowego WKP(b)/KPZR w Tambowie, od 14 października 1952 do 14 lutego 1956 zastępca członka, a od 25 lutego 1956 do 25 kwietnia 1989 członek KC KPZR. Od października 1955 do 26 listopada 1960 I sekretarz Komitetu Obwodowego KPZR w Woroneżu, od 20 listopada 1960 do 12 listopada 1965 I sekretarz Komitetu Obwodowego KPZR (od stycznia 1963 do grudnia 1964: Wiejskiego Komitetu Obwodowego KPZR) w Stalingradzie/Wołgogradzie. Od 10 listopada 1965 do 30 lipca 30 lipca 1974 I zastępca przewodniczącego Rady Ministrów Rosyjskiej FSRR, od 26 lipca 1974 do 27 lutego 1987 przewodniczący Komitetu Kontroli Ludowej ZSRR, następnie na emeryturze. 1954-1989 deputowany do Rady Najwyższej ZSRR od 4 do 11 kadencji. Pochowany na Cmentarzu Kuncewskim w Moskwie.

## Odznaczenia
- Medal Sierp i Młot Bohatera Pracy Socjalistycznej (13 stycznia 1984)
- Order Lenina (sześciokrotnie)
- Order Czerwonego Sztandaru Pracy
- Medal „Za obronę Moskwy”
- Medal „Za pracowniczą dzielność”
- Medal 100-lecia urodzin Lenina
- Medal „Za ofiarną pracę w Wielkiej Wojnie Ojczyźnianej 1941–1945”
- Medal jubileuszowy „Dwudziestolecia zwycięstwa w Wielkiej Wojnie Ojczyźnianej 1941–1945”
- Medal jubileuszowy „Trzydziestolecia zwycięstwa w Wielkiej Wojnie Ojczyźnianej 1941–1945”
- Medal jubileuszowy „Czterdziestolecia zwycięstwa w Wielkiej Wojnie Ojczyźnianej 1941–1945”
- Medal jubileuszowy „50-lecia zwycięstwa w Wielkiej Wojnie Ojczyźnianej 1941–1945”

i inne.